# Inferno Nocturno
Inferno Nocturno je koncertní album kapely Törr. Bylo nahráno v roce 2009 během turné a prezentováno jako „Koncert pro basu, kytaru a bicí nástroje“. DVD obsahuje záznam z koncertů Jihlava 2006, Třinec – Noc plná hvězd 2006 a Törr Gang Live 1989 – Kladivo na čarodějnice.

## Seznam skladeb
1. Intro
2. Čert mě vem
3. Extrémní sport
4. Někdo to rád mrtvé
5. Anální alpinista
6. Předčasnej pohřeb
7. Generace mrtvol
8. Sólo bubny
9. Smlouva s peklem
10. Osud
11. Made in Hell
12. Válka s nebem
13. Zlej sen
14. Exorcist
15. Kult ohně
16. Samota v smrti
17. Kladivo na čarodějnice
18. Armageddon

## Album bylo nahráno ve složení
- Ota Hereš – kytara, zpěv
- Vlasta Henych – baskytara, zpěv
- Radek Sladký – bicí

## Záznam koncertu z roku 1989 bylo nahráno ve složení
- Ota Hereš – kytara, zpěv
- Daniel "Šakal" Švarc – kytara, zpěv
- Vlasta Henych – baskytara, zpěv
- Martin "Melmus" Melmuka – bicí